# Aburria aburri
Aburria aburri là một loài chim trong họ Cracidae.